# 100% (banda)
100% (hangul: 백퍼센트; rr: Baek Peosenteu; MR: Paek P'ŏsent'ŭ) é um grupo masculino sul-coreano formado em 2012 pela TOP Media, gravadora de Andy Lee. O grupo realizou sua estreia em setembro de 2012 com o extended play We, 100%. Consiste em quatro integrantes, sendo eles: Rokhyun, Jonghwan, Chanyong e Hyukjin.

## História

### Formação
Em 2009, o integrante Rockhyun, sob seu nome artístico Rocky (hangul: 로키) foi um dos dois integrantes do grupo Jumper de Andy Lee, onde lançaram dois singles: Yes! com Eric do Shinhwa e Dazzling, uma colaboração com Jiyoung do Kara.
No mesmo ano, Minwoo apareceu durante a promoção de Andy para sua canção Single Man, juntamente com o segundo integrante do Jumper, Park Dongmin. Minwoo também atuou como ator. Ele estrelou no drama da KBS2 em 2006 Sharp 3, no drama de 2007 da [[Seoul Broadcasting System <SBS]] The King and I e em dois filmes, Crazy Waiting (2007) e Where Are You Going? (2009).

### 2012: Estréia eGuy Like Me
Entre junho e setembro de 2012, 100% foi apresentado no show de variedades do Teen Top da SBS Teen Top Rising 100%, no qual eles estrelaram ao lado do outro artista da TOP Media, Teen Top e seu fundador, Andy Lee do Shinhwa.
Seu primeiro álbum de estréia, We, 100%, foi lançado em 18 de setembro. Ele consiste em três faixas e uma versão instrumental, todas escritas e produzidas pela Super Changddai. No mesmo dia, o vídeo musical para sua faixa principal Bad Boy foi publicada no canal oficial do YouTube do grupo. 100% fez sua estréia ao vivo de Bad Boy em 21 de setembro de 2012 no Music Bank, seguido do Music Core e Inkigayo no mesmo fim de semana.
Em 23 de outubro, a MBC realizou uma conferência de imprensa para 100% e o segundo programa de variedades de Teen Top em Jangan-dong, Seul. Teen Top & 100% Rising Brothers estreou na MBC Music três dias depois, mostrando os dois grupos de música que realizam missões.
Em 7 de dezembro, o vídeo musical para o single Guy Like Me foi lançado. Guy Like Me foi escrito por Minigun e Super Changddai, o último dos quais já havia escrito todas as faixas no primeiro lançamento de 100%, We 100%.

### 2013:Want U Backe 100% V
No dia 23 de maio, o mini álbum do grupo Real 100%, juntamente com sua faixa-título Want U Back, foi lançado.
Em 17 de julho de 2013, a TOP Media anunciou que o fã clube oficial de 100% se chamaria Perfection. Em 14 de novembro, a TOP Media divulgou informações sobre a formação; Rockhyun, Jonghwan, e Hyukjin juntamente com o rapper Chanyong, será tomada uma estreia sob a sub-unidade chamada 100% V. A unidade lançou um álbum composto por 3 faixas em 20 de novembro. O single principal foi intitulado Missing You. A unidade fez a sua primeira aparição ao vivo no programa Music Bank da KBS.

### 2014–2016: Serviço militar de Minwoo, saída de Sanghoon eBang The Bush
Em fevereiro de 2014, a TOP Media anunciou no site oficial e na facafe de 100% que o líder Minwoo teve que se alistar no exército coreano a partir de 4 de março. Em março, a agência anunciou que Sanghoon deixou o grupo para se focar em sua vida pessoal. Com cinco membros restantes, 100% lançou tanto o seu segundo extended play Bang The Bush e o vídeo musical para Beat em 17 de março de 2014.
100% lançou o seu terceiro extended play Time Leap e o vídeo musical para Better Day em 13 de outubro de 2016.

### 2017: Estreia no Japão eSketchbook
100% estreou no Japão em janeiro com o single How To Cry. Pouco depois de terminar as promoções no Japão, um retorno surpresa na Coreia do Sul foi anunciado através do site do grupo. O grupo lançou o seu quarto extended play Sketchbook em 22 de fevereiro, acompanhado de seu single Sketch U. Em 22 de junho, 100% lançou o extended play japonês Warrior, acompanhado de sua faixa homônima.

### 2018: Falecimento de Minwoo
Em 25 de março de 2018, anunciou-se a morte do líder Minwoo, em decorrência de um ataque cardíaco ocorrido em sua casa em Gangnam-gu, Seul.

## Integrantes
- Rokhyun (hangul: 록현), nascido Kim Rok-hyun (hangul: 김록현) em 10 de fevereiro de 1991 (34 anos) em Gwangmyeong, Gyeonggi, Coreia do Sul.
- Jonghwan (hangul: 종환), nascido Cho Jong-hwan (hangul: 조종환) em 23 de novembro de 1992 (32 anos) em Bundang, Seongnam, Coreia do Sul.
- Chanyong (hangul: 찬용), nascido Kim Chan-yong (hangul: 김찬용) em 29 de abril de 1993 (31 anos) em Seul, Coreia do Sul.
- Hyukjin (hangul: 혁진), nascido Jang Hyuk-jin (hangul: 장혁진) em 20 de dezembro de 1993 (31 anos) em Busan, Coreia do Sul.

### Ex-Integrantes
- Minwoo (hangul: 민우), nascido Seo Min-woo (hangul: 서민우) em 8 de fevereiro de 1985 em Daegu, Coreia do Sul. Faleceu em 25 de março de 2018 aos 33 anos.
- Changbum (hangul: 창범), nascido Woo Chang-bum (hangul: 우창범) em 7 de outubro de 1993 (31 anos) em Seul, Coreia do Sul.
- Sanghoon (hangul: 상훈), nascido Lee Sang-hoon (hangul: 이상훈) em 23 de dezembro de 1993 (31 anos) em Seul, Coreia do Sul.

## Discografia

### Extended plays
- 2013: Real 100%
- 2014: Bang The Bush
- 2016: Time Leap
- 2017: Sketchbook

### CDsingles
- 2012: We, 100%
- 2014: Sunkiss
- 2017: How To Cry
- 2017: Warrior

## Filmografia

### Televisão
| Ano  | Emissora   | Título                                      | Membros  | Notas                                     |
| ---- | ---------- | ------------------------------------------- | -------- | ----------------------------------------- |
| 2012 | SBS MTV    | Teen Top Rising 100%                        | Todos    | Membros do elenco com Teen Top e Andy Lee |
| 2012 | Arirang TV | Pops in Seoul's ‘New Star.com'              | Todos    | Artista convidado                         |
| 2012 | MBC Music  | Teen Top & 100% Rising Brothers             | Todos    | Membros do elenco com Teen Top            |
| 2013 | KBS2       | Let's Go! Dream Team Season 2               | Sanghoon | Membro do elenco                          |
| 2013 | KBS2       | Marriage Clinic: Love & War 2               | Minwoo   | Cameo appearance                          |
| 2015 | MBC        | Police                                      | Chanyong | Membro do elenco                          |
| 2016 | KBS2       | Drama Special – Twenty Dollars to Pyongyang | Minwoo   | Membro do elenco como Go Min-goo          |

## Concertos e tours

### Tours
| Data                   | Cidade  | País  | Local                     | Tour                        |
| ---------------------- | ------- | ----- | ------------------------- | --------------------------- |
| 24 de dezembro de 2013 | Fukuoka | Japão | Fukuoka Convention Center | ZEPP Tour - 100% X'mas Show |
| 25 de dezembro de 2013 | Osaka   | Japão | Namba Hatch               | ZEPP Tour - 100% X'mas Show |
| 27 de dezembro de 2013 | Tokyo   | Japão | Zepp Tokyo                | ZEPP Tour - 100% X'mas Show |

### Concertos
| Data                   | Cidade | País          | Local                         | Concerto                         |
| ---------------------- | ------ | ------------- | ----------------------------- | -------------------------------- |
| 24 de agosto de 2013   | Tokyo  | Japão         | Shinagawa Stellar Ball        | Live Event in Japan Real 100%    |
| 29 de dezembro de 2013 | Seoul  | Coreia do Sul | Blue Square Samsung Card Hall | 1st Solo Concert - All 100%      |
| 18 de janeiro de 2014  | Taipei | Taiwan        | ATT Show Box                  | All 100% in Taiwan               |
| 20 de julho de 2014    | Chiba  | Japão         | Maihama Amphitheater          | 100% 2014 Japan Cool Live        |
| 5 de outubro de 2014   | Tokyo  | Japão         | Laforet Museum Roppongi       | 100% 2014 Japan Fall In Live     |
| 14 de março de 2017    | Tokyo  | Japão         | Billboard Live Tokyo          | 100% Premium Live - "White Love" |
| 17 de março de 2017    | Osaka  | Japão         | Billboard Live Osaka          | 100% Premium Live - "White Love" |

### Showcases
| Data                   | Cidade | País  | Local     | Showcase                             |
| ---------------------- | ------ | ----- | --------- | ------------------------------------ |
| 20 de novembro de 2016 | Tokyo  | Japan | Nicofarre | 100% Showcase in Japan - 'Time Leap' |
| 22 de janeiro de 2017  | Osaka  | Japan | HEP Hall  | 100% "How To Cry" Japan Showcase     |
| 29 de janeiro de 2017  | Tokyo  | Japan | Nicofarre | 100% "How To Cry" Japan Showcase     |